# Balneário Maracanã
Maracanã é um bairro de classe média do distrito de Solemar, município de Praia Grande.
É um bairro tipicamente residencial e que possui inúmeras casas e apartamentos residenciais. Seu comércio é concentrado na Avenida Presidente Kennedy.
Nesse bairro, localiza-se, na avenida Presidente Castelo Branco, uma praia, que lhe dá nome, e que com o bairro se confunde.